# 龙港站 (成都市)
龙港站是一个位于中华人民共和国四川省成都市双流区西航港大道与双华路交叉口地下，属于成都地铁8号线和19号线的地铁换乘站。本站于2023年11月28日随19号线二期的开通而启用。

## 车站概要
本站位于成都市双流区西航港街道西航港大道双华路口，沿双华路道路南侧跨西航港大道东西向设置。因位于龙港社区范围内而得名。本站在规划阶段曾用名“西航港客运中心站”。

## 车站结构
龙港站19号线车站为地下两层（与8号线换乘节点为三层）双柱三跨186米岛式站台车站，车站总长466.20米，标准段宽度27.6米。8号线车站为地下三层三柱四跨140米侧式站台车站，车站总长328米，标准段宽度28.8米。8号线站厅东南角设有卫生间和母婴室，19号线站厅西北角设有卫生间。
|                     |  | 19号线往金星（双流机场2航站楼东） |
| 島式 · 開左邊车门 · |  |                                   |
|                     |  | 19号线往天府机场北（温家山）      |

| 側式 · 開右邊车门 · · 无障碍卫生间 |  |                       |
|                                    |  | 8号线往桂龙路（莲花） |
|                                    |  | 8号线下客站台         |
| 側式 · 開右邊车门 ·                |  |                       |

## 出入口
本站目前开放5个出入口。
|          |            |                              |      |
|          |            |                              |      |
| 编号     | 设施       | 指示                         | 照片 |
|          | 无障碍电梯 | 双华路三段、西航港大道中四段 |      |
| 出口 · C | 无障碍电梯 | 西航港大道中四段、来龙路     |      |
| 出口 · D | 无障碍电梯 | 西航港大道中四段、腾飞一路   |      |
| 出口 · E |            | 双华路三段、空港一路二段     |      |
| 出口 · G |            | 西航港大道中三段、双华路三段 |      |

## 历史
- 2022年1月18日，19号线车站主体结构封顶。[5]
- 2023年11月28日，19号线车站启用。
- 2024年12年19日，8号线车站启用。[7]